# Брчко Дистрикт
Брчко Дистрикт, службено Брчко Дистрикт Босне и Херцеговине, јединица је локалне самоуправе под суверенитетом Босне и Херцеговине, која је формално под заједничком управом Републике Српске и Федерације БиХ као кондоминијум, али са властитим институцијама. Према коначним подацима Пописа становништва БиХ 2013. године, у Дистрикту Брчко је пописано 83.516 лица. Административно седиште Брчко Дистрикта је град Брчко.
Брчко Дистрикт је званично успостављен 8. марта 2000. године, годину дана након коначне одлуке међународне арбитраже за Брчко (област је била предмет међуентитетског спора након потписивања Дејтонског споразума). Дистрикт Брчко је проглашен на целој територији предратне општине Брчко, од које је по Дејтонском споразуму 48 % припало РС (укључујући и град Брчко), а 52 % ФБиХ.
Власти Републике Српске нису никада званично прихватиле одлуку међународне арбитраже од 5. марта 1999. године, којом јој је овај град одузет. Том одлуком Република Српска је изгубила територијални континуитет и физички је пресечена на западни и источни део. Влада Републике Српске и даље сматра да је успостављањем Брчко Дистрикта нарушена основна структура Дејтона, којим је БиХ уређена као држава са два ентитета у територијалном размеру 49 % — 51 %. Званични став Републике Српске формулисан од стране арбитра РС је и даље на снази.

## Историја
У старом веку су подручје данашњег Брчко Дистрикта насељавали Илири, да би га потом освојили Римљани. Овај простор се, у оквиру Римског царства, налазио на граници провинција Паноније и Далмације. На месту данашњег града Брчко налазио се римски град Салде.
У доба сеобе народа и средњем веку, овај простор улази у састав Хунског каганата, Остроготске краљевине, Лангобардске државе, Аварског каганата, Кнежевине Србије, Краљевине Хрватске, Самуиловог Македонског царства, Византије, Краљевине Угарске, Бановине Босне, Сремске краљевине Стефана Драгутина, Краљевине Босне и, почетком новог века, у састав Османског царства.
Током византијске управе, овај простор је био део Теме Сирмијум, чије се седиште налазило у Сирмијуму (данашњој Сремској Митровици), а током угарске управе, улазио је у састав Бановине Соли и Сребреничке бановине. Током османске управе, подручје данашњег Брчко Дистрикта је било у административном оквиру Зворничког санџака и Босанског пашалука, а у црквеном погледу, под јурисдикцијом Пећке патријаршије.
Између 1718. и 1739. године, подручје је било под хабзбуршком управом у оквиру хабзбуршке Краљевине Босне, али 1739. поново долази под управу Османског царства. Од 1878. овај простор је био под окупацијом Аустроугарске, да би га ова држава анектирала 1908. године и укључила у састав Кондоминијума Босна и Херцеговина.
Након Првог светског рата, подручје данашњег Брчко Дистрикта улази у састав Државе Словенаца, Хрвата и Срба, а потом и у састав Краљевине Срба, Хрвата и Словенаца (Југославије). Од 1918. до 1922. године, подручје је било у саставу покрајине Босне и Херцеговине, од 1922. до 1929. у саставу Тузланске области, од 1929. до 1939. у саставу Дринске бановине и од 1939. до 1941. у саставу Бановине Хрватске. Између 1941. и 1944. године, овај простор је био под окупацијом Независне Државе Хрватске, да би након тога постао део СР Босне и Херцеговине, једне од република СФР Југославије.
Током рата у Босни (1992—1995), на овом простору се налазио Српски коридор, који је повезивао источни и западни део Републике Српске и који је био једина веза западних делова Републике Српске и Републике Српске Крајине са Србијом. Дејтонским споразумом из 1995. године, подручје данашњег Дистрикта Брчко је подељено између Републике Српске и Муслиманско-хрватске федерације (Федерације БиХ), да би, након арбитражне одлуке од 5. марта 1999, Брчко Дистрикт био успостављен 8. марта 2000, као посебна територијална јединица у саставу Босне и Херцеговине.
Арбитар у Арбитражном трибуналу за спор у вези са међуентитетском границом у области Брчког испред Републике Српске је проф. др Синиша Каран (а раније академик проф. др Витомир Поповић).

## Демографија
Према коначним подацима пописа становништва БиХ 2013. године, у Дистрикту Брчко је пописано 83.516 лица.
| Националност (дистрикт / некадашња општина) | 2013.           | 1991.           | 1981.           | 1971.           |
| Муслимани/Бошњаци                           | 35.381 (42,36%) | 38.771 (44,39%) | 32.434 (39,19%) | 30.181 (40,36%) |
| Срби                                        | 28.884 (34,58%) | 18.133 (20,76%) | 16.707 (20,18%) | 17.709 (23,68%) |
| Хрвати                                      | 17.252 (20,66%) | 22.163 (25,38%) | 23.975 (28,97%) | 24.925 (33,33%) |
| Југословени                                 | 67 (0,08%)      | 5.621 (6,44%)   | 8.342 (10,08%)  | 1.086 (1,45%)   |
| остали и непознато                          | 1.932 (2,31%)   | 2.644 (3,03%)   | 1.310 (1,58%)   | 870 (1,16%)     |
| Укупно:                                     | 83.516          | 87.332          | 82.768          | 74.771          |

|             | \| Демографија[1][3] \| Демографија[1][3] \| Демографија[1][3] \| \| Година \| Становника \| Становника \| \| ----------------- \| ----------------- \| ----------------- \| \| 1948. \| 49.969 \| \| \| 1953. \| 65.078 \| \| \| 1961. \| 62.952 \| \| \| 1971. \| 74.771 \| \| \| 1981. \| 82.768 \| \| \| 1991. \| 87.332 \| \| \| 2013. \| 83.516 \| \| |            |
| Демографија | |            |
| Година      | Становника | Становника |
| 1948.       | 49.969 |            |
| 1953.       | 65.078 |            |
| 1961.       | 62.952 |            |
| 1971.       | 74.771 |            |
| 1981.       | 82.768 |            |
| 1991.       | 87.332 |            |
| 2013.       | 83.516 |            |

### Етнички састав 2013.
| Етнички састав према попису из 2013.‍ | Етнички састав према попису из 2013.‍ | Етнички састав према попису из 2013.‍ | Етнички састав према попису из 2013.‍ | Етнички састав према попису из 2013.‍ |
| ------------------------------------ | ------------------------------------ | ------------------------------------ | ------------------------------------ | ------------------------------------ |
|                                      |                                      |                                      |                                      |                                      |
| Бошњаци                              | Бошњаци                              |                                      | 35.381                               | 42,36%                               |
| Срби                                 | Срби                                 |                                      | 28.884                               | 34,58%                               |
| Хрвати                               | Хрвати                               |                                      | 17.252                               | 20,66%                               |
| остали                               | остали                               |                                      | 1.377                                | 1,65%                                |
| неизјашњени                          | неизјашњени                          |                                      | 622                                  | 0,74%                                |
| укупно: 83.516                       |                                      |                                      |                                      |                                      |

## Насељена места
Насељена места у Брчко Дистрикту (укупно 59):
- Бијела
- Боће
- Бодериште
- Брчко
- Брезик
- Брезово Поље
- Брезово Поље (село)
- Брка
- Брод
- Буковац
- Буквик Доњи
- Буквик Горњи
- Бузекара
- Церик
- Чађавац
- Чанде
- Чосета
- Доњи Рахић
- Доњи Зовик
- Дубраве
- Дубравице Доње
- Дубравице Горње
- Гајеви
- Горице
- Горњи Рахић
- Горњи Зовик
- Грбавица
- Гредице
- Грчица
- Исламовац
- Крбета
- Крепшић
- Ланишта
- Лукавац
- Маоча
- Марковић Поље
- Ограђеновац
- Омербеговача
- Паланка
- Попово Поље
- Поточари
- Рашљани
- Ражљево
- Репино Брдо
- Сандићи
- Скакава Доња
- Скакава Горња
- Слијепчевићи
- Станови
- Брчко
- Штрепци
- Трњаци
- Улице
- Уловић
- Витановићи Доњи
- Витановићи Горњи
- Вучиловац
- Вујичићи
- Вукшић Доњи и Вукшић Горњи[тражи се извор]

## Привреда
Због свог географског положаја, Дистрикт има повољне економске услове у пољопривредној и прехрамбеној индустрији као и у трговини, поготово због тога што поседује највећу пијацу у овом делу Европе — „Аризону”. Многе велике државне фабрике су прошле фазу приватизације, а паралелно с тим повећава се и број приватних предузећа.

## Туризам
Дистрикт Брчко, поред традиционалног ловног, има добре могућности и за развијање конгресног и сеоског туризма.

## Законодавство
У Дистрикту Брчко, од његовог оснивања до данас, усвојено је преко 100 сопствених закона. Слобода изражавања грађана и јавност рада је загарантована.

## Образовање
Основно образовање је деветогодишње, обавезно и бесплатно у Дистрикту Брчко. Дистрикт има 15 основних школа, 4 средње, те Економски факултет, дислоцирано одељење Природно-математичког факултета, као и 2 приватна универзитета.

## Медији
Дистрикт има свој јавни медиј, оличен у институцији ЈП Радио Брчко, а у перспективи је и његово проширење на писани и ТВ сегмент. Такође функционише и неколико приватних медија. На подручју Брчко Дистрикта делују приватни медији РТВ Хит, Обитељски радио Валентино, Радио бет Фратело, Посавина ТВ, као и неколико веб портала и страница.

## Култура
Брчко има богату народну библиотеку, градску галерију, аматерско позориште, дом културе и неколико културно-уметничких друштава. У Дистрикту су активна и три национална културна друштва — „Просвјета”, „Препород” и „Напредак”.
Брчко је познато по својим позоришним сусретима који се редовно одржавају сваке године, прве седмице у месецу новембру, а трају седам дана.